# سیارک ۱۵۷۴۹۱
سیارک ۱۵۷۴۹۱ (به انگلیسی: 157491 Rudigerkollar، نامگذاری:2005RD22) صد و پنجاه و هفت هزار و چهارصد و نود و یکمین سیارک کشف شده‌است که در ۸ سپتامبر ۲۰۰۵ کشف شد.